# Întreprinderea de construcții aeronautice românești
Întreprinderea de construcții aeronautice românești, (ICAR) è stata un'azienda della Romania del settore aeronautico a Bucarest, che operò dal 1932 al 1951. La ICAR costruì diversi velivoli anche alianti di concezione originale e su licenza.

## Storia
Nel 1932, a Bucarest l'ingegner Mihail Racoviță pose le basi Întreprinderii de construcții aeronautice românești come società in nome collettivo. L'impresa fu sita in strada sergent Ion Nuțu, al numero 44. La conduzione dell'azienda fu in mano a Mihail Racoviță (direttore), inginer Constantin Bulgaru (direttore tecnico) e inginer Nicușor Racoviță (capo del laboratorio). Poco dopo crearono l'officina di assemblaggio, di carpenteria e finitura. In quel periodo viene costruito lo ICAR Universal Acrobatic biposto, per addestramento e turismo. Nel periodo 1936–1938 venne costruito l'aereo da trasporto ICAR Comercial e l'ICAR 1.
Nel 1938 ICAR stipulò una convenzione con il Ministerul Aerului și Marinei, per un numero di velivoli molto elevato e con l'assemblaggio in un nuovo sito in Transilvania con nuovi macchinari. Essendo necessari investimenti ingenti la società fu trasformata in società azionaria. Fino al 1944 întreprinderea conobbe uno sviluppo continuo: cresciuti i dipendenti, ampliate le officine e aumentati i macchinari sempre più moderni. Nel periodo 1938–1944, vennero fabbricati i velivoli su licenza in numero di 300 esemplari del Fleet F-10G equipaggiato con il motore IAR 4-G1 e 69 velivoli su licenza tedesca, Fieseler Fi 156 „Storch”.
L'impresa continuò a funzionare fino al 1951, quando il settore aeronautico venne trasferito e al suo posto iniziò la produzione di ventilatori industriali sotto la ragione sociale S.C. Compania de Ventilatoare S.A.

## Produzione di aerei ed alianti
| Velivolo                        | Motore                           | Caratteristiche principali | Caratteristiche principali | Caratteristiche principali | Caratteristiche principali | Caratteristiche principali | Caratteristiche principali                  |
| Velivolo                        | Motore                           | Apertura alare             | Lunghezza                  | Altezza                    | Velocità massima           | Altitudine max             | Autonomia                                   |
| Velivolo                        | Motore                           | [m]                        | [m]                        | [m]                        | [km/h]                     | [m]                        | [ore]                                       |
| ------------------------------- | -------------------------------- | -------------------------- | -------------------------- | -------------------------- | -------------------------- | -------------------------- | ------------------------------------------- |
| ICAR M23b                       | Siemens & Halske SH 13b (80 hp)  | 11,50                      | 6,50                       | 2,40                       | 170                        | 3800                       | 5 h 30 min.                                 |
| ICAR Universal                  | Siemens & Halske SH 14a (150 hp) | 11,80                      | 6,75                       | 2,50                       | 180                        | 4000                       | 4 h 30 min (biposto) 8 h 30 min (monoposto) |
| ICAR Comercial licenza BFW M.36 | Armstrong Siddeley (340 hp)      | 15,40                      | 9,80                       | 2,80                       | 250                        | 5000                       | 6 h                                         |
| ICAR Universal Acrobatic        | Siemens & Halske SH 14a (150 hp) | 12,90                      | 6,75                       | 2,50                       | 180                        | 4000                       | 4 h 30 min                                  |
| ICAR Acrobatic                  | Siddeley Lynx MK-4 (225 hp)      | 8,40                       | 6,50                       | 2,68                       | 215                        |                            |                                             |
| ICAR Universal biloc            | IAR-4GI (130 hp)                 | 11,80                      | 6,90                       | 1,95                       | 180                        | 4500                       | 3 h (biposto) 8 h 30 min (raid)             |
| Fieseler Fi 156 licenza tedesca | Argus Motoren As 10C (240 hp)    | 14,25                      | 9,40                       | 3,76                       | 210                        | 5300                       |                                             |
| ICAR Turing                     | Pobjoy Niagara (90 hp)           | 10,50                      | 6,40                       | 1,91                       | 182                        | 3000                       | 4 h                                         |